# The Golden Trail (film fra 1920)
The Golden Trail er en amerikansk stumfilm fra 1920 af L. H. Moomaw og Jean Hersholt.

## Medvirkende
- Jane Novak som Kate / Jane Sunderlin
- Jack Livingston som Dave Langdon
- Jean Hersholt som Harry Teal
- Bert Sprotte som Jim Sykes
- Otto Matieson som Dick Sunderlin
- Al Ernest Garcia som Jean the Half-Breed
- Broderick O'Farrell som Bill Lee